# Hans Stark, der Fliegerteufel
Hans Stark, der Fliegerteufel war eine 1914 und 1919 erschienene Heftromanserie aus dem Berliner Verlag Willi Pinkert. Die unter dem Titel Hans Stark, der Weltraumfahrer mit zwei Ausgaben fortgesetzte Reihe brachte es auf 38 Bände. 

## Inhalt
Im Mittelpunkt der Serie steht das futuristische, auch als Unterseeboot zu verwendende Fluggerät mit für damalige Zeiten enormen Ausmaßen. Dieses erbaut der titelgebende Held und erlebt damit seine Abenteuer.
Die einzelnen Hefte kosteten jeweils 10 Pfennig.

## Bände
Die Hefte 1 bis 30 waren 1914 erschienen, 1919 und 1920 folgten dann die Hefte von Nummer 31 bis 38.
1. Hundert Millionen durch die Lüfte
2. Im Lande der Sorreks
3. In der Peter Paul-Festung
4. Unter mexikanischen Insurgenten
5. Eine Spielhölle in den Lüften
6. Im Kampfe gegen Schmuggler
7. In Händen der Würgersekte
8. Die Tunnelzerstörer
9. Der Schatz im australischen Meer
10. Der verschwundene Juwelenhändler
11. Der Millionendieb
12. Das Ende eines Verräters
13. Die Schlacht in den Bulajawa-Bergen
14. Dem Tode entronnen
15. Der Goldgraf
16. Unter menschlichen Wölfen
17. Die Seeschlacht im japanischen Meer
18. In Gefangenschaft der Indianer
19. Die Räuber von Aristo
20. Ein Drama in Sibirien
21. Im Lande der Zulukaffern
22. Jack Booth, der Verräter
23. Die Koribri-Piraten
24. Das Gespensterschiff im Ozean
25. Die Vernichtung des Sklavenhändler
26. Ein jugendlicher Heldenpilot
27. In den Schluchten von Nevada
28. Das Geheimnis der Garage
29. Im Traumland
30. In den Untiefen des Kraters
31. Die Opfer des Sühneberges
32. Im Kampfe mit Kabylen
33. Die Juwelen-Schwindler
34. Zwischen den Eisbergen
35. Kämpfe am Senegal
36. Die Strandräuber
37. Unter chinesischen Bestien
38. Der Sträfling von Sebastopol